# شارون لوكهارت
شارون لوكهارت (بالإنجليزية: Sharon Lockhart)‏ هي مصورة وفنانة أمريكية، ولدت في 1961 في نوروود في الولايات المتحدة.

## سيرة ذاتية
ولدت في نوروود، ماساتشوستس، في عام 1964، حصلت على درجة البكالوريوس من معهد سان فرانسيسكو للفنونفي عام 1991، ثم أكملت درجة الماجستير في مركز كلية الفنون التابع لكلية التصميم في باسادينا في عام 1993، وهي أستاذة مشاركة في كلية الفنون والتصميم بجامعة جنوب كاليفورنيا، تعيش وتعمل في لوس أنجلوس.

## انتاجاتها
يتضمن عمل لوكهارت بشكل أساسي مقاطع الفيديو والصور الفوتوغرافية وتركيبها ، حيث تتعامل مع القضايا الاجتماعية وكذلك القضايا البصرية والفنية. عادة ما تعمل على مشاريعها لفترات طويلة من الزمن لبناء علاقات ذات مغزى مع الشخصيات الموثقة. بالإضافة إلى ذلك، تجري المنتجة الكثير من الأبحاث قبل بدء العمل.
في بداية حياتها المهنية كمنتجة ، أدركت لوكهارت أنه باستطاعتها استخدام الوسيط السينمائي لاستكشاف الموضوعات التي كانت تبدو بانها غير جديرة بالذكر وهادئة ومهمشة وغير مرئية. تستخدم كاميرا ثابتة وبالتالي تبرز الشخصيات والمساحات التي تعمل ضمنها. إنها تحرك الشخصيات في الإطار من خلال تصميم الرقصات التي تبنيها ، في حين تصبح حركة الكاميرا هامشية نسبةً لحركة الشخصيات.

## وصلات خارجية
- شارون لوكهارت على موقع IMDb (الإنجليزية)
- شارون لوكهارت على موقع قاعدة بيانات الفيلم (الإنجليزية)